# Dichelacera mexicana
Dichelacera mexicana är en tvåvingeart som beskrevs av David Fairchild och Philip 1960. Dichelacera mexicana ingår i släktet Dichelacera och familjen bromsar.
Artens utbredningsområde är San Luis Potosí (Mexiko). Inga underarter finns listade i Catalogue of Life.